# 通江文廟
通江文庙位于四川省通江县壁州街道文庙街29号，现为红四方面军总指挥部旧址纪念馆。
通江文庙始建于北宋嘉祐七年（1062年），后毁，明景泰三年（1452年）原址重建，清咸丰年间大修。现存大成殿为清咸丰年间建筑。通江文庙自南向北依山而建，建筑分布于三层台地之上，分别为万仞宫墙、棂星门、泮池（以上位于第一层）、戟门、东西庑（以上位于第二层）、大成殿（位于第三层）等，沿南北轴线对称布局。现仅存大成殿和东西两庑保存完整，戟门已改建，位于第一层的建筑毁于近代，现为红军广场，有雕塑和浮雕墙。
1932年冬至1935年春为红四方面军总指挥部、总政治部驻此地。中华人民共和国成立后，文庙被通江县人民医院占用。1982年通江文管所收回，维修后辟为川陕革命根据地军史陈列馆，1984年正式开馆，胡耀邦题写馆名。1988年1月更名为红四方面军总指挥部旧址陈列馆，1992年10月更名为红四方面军总指挥部旧址纪念馆，1993年由江泽民题写馆名。
1980年7月7日列為四川省重新確定公布的第一批省級文物保護單位。1988年1月13日公佈為第三批全國重點文物保護單位，与其一同列为全国重点文物保护单位的另有川陕革命根据地红军烈士陵园。